# Мандарский язык
Мандарский язык — один из языков Индонезии, на котором говорят мандарцы, проживающие в индонезийской провинции Западный Сулавеси. Распространён преимущественно в округе Маджене и муниципалитете Полевали-Мандар, а также в нескольких населённых пунктах на островах округа Пангкер и небольшом полуострове Уджунг-Леро, недалеко от города Паре-Паре. Относится к южно-сулавесийским языкам, малайско-полинезийской подсемьи австронезийской языковой семьи. Согласно данным справочника Ethnologue, число носителей по данным на 1985 год составляет около 200 тысяч человек.
Для письменности используется бугийское письмо (лонтара). Выделяют ряд диалектов, в том числе: маджене, баланипа (напо-тинамбунг), малунда, памбоанг и сендана (тжендана). Диалекты баланипа и сендана могут рассматриваться как диалектные группы. Диалект балалипа считается наиболее престижным.